# بوکور
بوکور (به صربی: Bukor) یک روستا در صربستان است که در شاباتس واقع شده‌است. بوکور ۶۲۰ نفر جمعیت دارد.